# Brouteur (Internet)
Pour les articles homonymes, voir Brouteur.
Un brouteur est un escroc opérant sur Internet, notamment sur les réseaux sociaux. Le phénomène d'escroquerie en ligne ou « broutage » est apparu dans les années 2000.
Les brouteurs francophones se trouvent principalement en Afrique : en Côte d'Ivoire,,,, au Bénin,, au Cameroun, au Nigéria (appelé Yahoo Boys),,, au Ghana, en République démocratique du Congo ou en Inde.

## Terminologie
Dans ce contexte, le terme de « brouteur » provient du français de Côte d'Ivoire, « en référence au mouton, qui se nourrit sans effort », et à l'expression « couper l'herbe sous le pied » qui signifie voler, tromper dans l'argot nouchi.
Selon les pays, notamment en Côte d'Ivoire, les escrocs se nomment entre eux « barasseurs ». Ils utilisent l'expression « bara » (qui se traduit « travail » en nouchi) pour désigner l'arnaque d'un « client » ; un « client » désignant la victime.

## Types d'escroqueries

### Escroqueries sentimentales et chantages sexuels
Ces techniques consistent à séduire la victime pour lui extorquer de l'argent, parfois même à la convaincre de se déshabiller devant une webcam puis la faire chanter en menaçant de diffuser la vidéo. Cette arnaque cible généralement les hommes en les attirant avec des photos de profil de femmes, comme celles de mannequins (utilisées éventuellement sans leur permission), pour ensuite leur demander de l'argent sous des prétextes divers. Comme de prétendus coups de foudre amoureux,,. De la même façon les brouteurs utilisent des faux profils avec des photos d'anciens militaires de l'armée, notamment de la Légion étrangère pour séduire des femmes vulnérables et leur soutirer de l'argent.
En 2023, l'escroquerie aux sentiments a augmenté de + 91 % par rapport à 2022 selon le site Cybermalveillance.gouv.

### Paiements de biens
Des fausses annonces de biens à vendre sont placées sur Internet et le prétendu vendeur s'arrange pour être payé par un moyen approprié à l'arnaque, par exemple en coupons recharges de cartes bancaires prépayées.

### Faux logements à louer
Les brouteurs procèdent également par le biais de fausses annonces de logements à louer, en s'arrangeant pour obtenir un paiement avant la visite, visite qui ne se produira jamais. Ils peuvent aussi récupérer des papiers d'identité, des quittances de loyer, des factures de téléphone, gaz, électricité, etc.

### Fausse convocation judiciaire
Une technique très répandue utilise des courriels aux apparences officielles, menaçant le destinataire d'une convocation judiciaire, notamment pour des accusations de pédophilie, détournement de mineurs, pédopornographie, etc. Un paiement est proposé pour éviter les poursuites et la supposée publication dans des médias de l'identité et des crimes de la victime. Certains brouteurs se font passer pour des policiers.

### Faux comptes de stars
Sur les réseaux sociaux, et notamment sur Instagram, de faux profils usurpant l’identité de célébrités sont créés. Les futures victimes sont ensuite convaincues d'appeler des numéros surtaxés pour recevoir des prix qui ne leur seront jamais envoyés (par exemple un iPhone) ou menacées selon un des modes opératoires précédemment listés.
Des brouteurs sur Facebook et Twitter se sont ainsi fait passer pour Kendji Girac, Jean-Baptiste Guégan, David Hallyday, Cyril Féraud, Elsa Esnoult, Julien Doré, Patrick Bruel, etc. pour vendre des fausses cartes fans offrant des avantages ou procéder ensuite à d'autres escroqueries.

### Escroquerie à l'escorte
Sur les réseaux sociaux et sur les sites de rencontres adultes, des brouteurs se font passer pour des escortes et demandent des avances sur le paiement de futures prétendues prestations,. Beaucoup d'escrocs faisant ce type d'arnaque sont au Bénin.

### Faux support technique
Certains brouteurs se délocalisent en Inde pour faire de l'arnaque au faux support technique,.

## Moyens utilisés

### Connexion internet anonyme
Pour anonymiser leur connexion internet afin de brouiller l'origine, les brouteurs peuvent utiliser des proxys dans des cybercafés ou un VPN (réseau privé virtuel).

### Textes
Ils peuvent utiliser des textes pré-faits pour discuter comprenant des questions à poser aux victimes pour pouvoir tenir une discussion ainsi que les réponses qu'eux peuvent donner à ces questions, ces textes sont appelés des « Formates »,.

### Téléphone
Ils peuvent utiliser des numéros de téléphone virtuel comme la marque « on-off » qui permet de faire apparaître des numéros d'origine française alors que l'appel vient en fait de l'étranger.

### Faux comptes
Ils peuvent utiliser des faux comptes sur les réseaux sociaux à partir de photos et de vidéos usurpées. Ainsi les brouteurs ont créé près de 5 000 faux profils à partir d'un seul ancien légionnaire sur différents réseaux sociaux pour de l'escroquerie aux sentiments. La fermeture de ces faux profils est une tâche sans fin,.

### Moyen de paiement
Les brouteurs peuvent demander à être payé en coupons recharges de cartes bancaires prépayées (coupons PCS, Transcash, Neosurf, etc.), moyens de paiements peu traçables et discrets. Ils peuvent aussi demander des transferts internationaux ou des paiements par cryptomonnaie, des cartes cadeaux.

## Profil type des victimes

### Escroqueries sentimentales
Selon le chef du dispositif Thesee (traitement harmonisé des enquêtes et signalements pour les e-escroqueries), « les profils type des victimes sont des personnes en manque d'affection, le plus souvent isolées et seules, qui vont se rendre sur le web pour rencontrer d'autres personnes ».

## Préjudices de l'escroquerie

### Préjudice financier
Les victimes peuvent verser progressivement toutes leurs économies, contracter des emprunts, ne plus pouvoir subvenir à leurs besoins, devoir faire un dossier de surendettement. Les montants peuvent être considérables, régulièrement des victimes ont un préjudice de 100 000 euros, en 2024 le record est de 910 000 euros.

### Conséquences judiciaires
En 2024, une victime d'escroquerie sentimentale est mis en examen pour meurtre de sa conjointe.

## Lutte contre les brouteurs

### Lutte sur les réseaux sociaux
Sur les réseaux sociaux, il existe des croque-escrocs qui luttent contre ces escrocs : les plus célèbres sont le youtubeur Sandoz,,, David connu sous le pseudo de Méta-Brouteur sur Twitter,,, le streamer Lalain, la streameuse ArnaqueMoiSiTuPeux ou encore l'enseignant et journaliste Victor Baissait,,.
Il existe aussi des groupes Facebook luttant contre ce type d'arnaques en piégeant les brouteurs comme le « Neurchi de Brouteurs Broutés (NDBB) » comprenant plus de 16 000 membres, et géré notamment par ArnaqueMoiSiTuPeux ou Victor Baissait.

### Lutte judiciaire
Le 8 août 2023, Interpol annonce que son opération « Jackal » contre le crime organisé en Afrique de l'Ouest tels que Black Axe a permis la saisie de millions d'euros et l'arrestation de centaines de personnes , , .
En France, la brigade de la répression de la délinquance astucieuse (BRDA) est spécialisée dans ces dossiers, mais la lutte hors des frontières est très compliqué car elle nécessite la coopération judiciaire internationale.
En cas d'arnaque sur internet, une solution est de porter plainte le plus vite possible, par exemple sur la plateforme Thésée (traitement harmonisé des enquêtes et signalements pour les e-escroqueries) créée en mars 2022. Entre mars 2022 et janvier 2024, 5 000 plaintes ont été déposées, ce qui est bien en dessous du nombre réel de victimes d'arnaques sentimentales.

### Association de prévention
L'association AVESE (Aide aux victimes d'escroqueries sentimentales Europe) a été créée par deux femmes victimes d'arnaque amoureuse dans le but de mettre en garde les personnes sur leurs publications sur les réseaux sociaux.

## Dans la culture

### Littérature
- Seules les bêtes, roman de Colin Niel (2017), avec notamment le personnage d'Armand, brouteur depuis la capitale d'un pays d'Afrique de l'Ouest francophone, comme le Sénégal ou la Côte d'Ivoire.

### Cinéma
- Seules les bêtes de Dominik Moll (2019), adaptation du roman de Colin Niel, avec notamment Denis Ménochet, Laure Calamy et, dans le rôle d'un brouteur ivoirien, Guy Roger N'drin.

### Télévision
- Brouteur.com d'Alain Guikou (2012), série ivoirienne également diffusée sur TV5 Monde.

### Bande dessinée
- CONversations, Jorge Bernstein & FabCaro[49],[50]